# Tomáš Karásek
Tomáš Karásek (* 1978) je český bezpečnostní expert, vysokoškolský pedagog a od roku 2022 děkan Fakulty sociálních věd Univerzity Karlovy (FSV UK).

## Život
Po maturitě vystudoval mezinárodní vztahy na Fakultě sociálních věd Univerzity Karlovy a právo na Právnické fakultě Univerzity Karlovy (postupně získal tituly PhDr. a JUDr.). V roce 2004 začal pracovat na Institutu politologických studií FSV UK, v roce 2007 zde začal působit jako odborný asistent (udělal velký doktorát v oboru mezinárodní vztahy). V roce 2011 se stal proděkanem FSV UK pro zahraniční styky. O pouhý rok později začal působit jako proděkan pro rozvoj, přičemž v této funkci setrval po dobu 10 let až do roku 2022. V letech 2010 až 2013 byl zároveň ředitelem Výzkumného centra Asociace pro mezinárodní otázky. V roce 2015 se podílel na založení Katedry bezpečnostních studií, kterou posléze sám v letech 2015 až 2022 vedl.
V říjnu 2021 byl zvolen děkanem FSV UK. Funkce se ujal v únoru 2022, když ve funkci nahradil Alici Němcovou Tejkalovou. Absolvoval Fulbrightovo stipendium na Kolumbijské univerzitě v New Yorku a pražská Fullbrightova komise jej poté jmenovala jako svého "vyslance" na FSV UK.